# Gran Premio motociclistico della Germania Est 1965
Il Gran Premio motociclistico della Germania Est fu l'ottavo appuntamento del motomondiale 1965, l'ottava edizione con questo nome e la quinta valida per il motomondiale.
Si svolse il 17 e il 18 luglio 1965 sul Sachsenring ed erano in programma le quattro classi di maggior cilindrata disputate in singolo, non era presente invece la classe 50, né i sidecar.
La gara della 350 si svolse il 17, le restanti il 18 luglio.
Le vittorie furono di Mike Hailwood su MV Agusta nella classe 500, di Jim Redman su Honda nella 350 e in 250 e di Frank Perris su Suzuki in 125.
Grazie a questa sesta vittoria nella categoria, Hailwood si confermò matematicamente campione iridato della classe regina per il quarto anno consecutivo.

## Classe 500
Furono 31 i piloti al via della prova e di essi 17 vennero classifica al traguardo.

### Arrivati al traguardo
| Pos. | Pilota           | Moto      | Tempo      | Punti |
| ---- | ---------------- | --------- | ---------- | ----- |
| 1    | Mike Hailwood    | MV Agusta | 1h 08:33.8 | 8     |
| 2    | Giacomo Agostini | MV Agusta | + 58" 2    | 6     |
| 3    | Paddy Driver     | Matchless | +1 giro    | 4     |
| 4    | Jack Ahearn      | Norton    | +1 giro    | 3     |
| 5    | Fred Stevens     | Matchless | +1 giro    | 2     |
| 6    | Ian Burne        | Norton    | +1 giro    | 1     |
| 7    | Malcolm Stanton  | Norton    |            |       |
| 8    | Lewis Young      | Matchless |            |       |
| 9    | Eduard Lenz      | Norton    |            |       |
| 10   | Dan Shorey       | Norton    |            |       |
| 11   | Jack Findlay     | Matchless |            |       |
| 12   | Bosse Granath    | Matchless |            |       |
| 13   | Billy Andersson  | AJS       |            |       |
| 14   | Roy Robinson     | Norton    |            |       |
| 15   | Philippe Canoui  | Norton    |            |       |
| 16   | György Kurucz    | Norton    |            |       |
| 17   | Derek Lee        | Matchless |            |       |

## Classe 350

### Arrivati al traguardo (posizioni a punti)
| Pos. | Pilota            | Moto   | Tempo | Punti |
| ---- | ----------------- | ------ | ----- | ----- |
| 1    | Jim Redman        | Honda  |       | 8     |
| 2    | Derek Woodman     | MZ     |       | 6     |
| 3    | Gustav Havel      | Jawa   |       | 4     |
| 4    | František Šťastný | Jawa   |       | 3     |
| 5    | František Boček   | Jawa   |       | 2     |
| 6    | Dan Shorey        | Norton |       | 1     |

## Classe 250

### Arrivati al traguardo (posizioni a punti)
| Pos. | Pilota            | Moto   | Tempo          | Punti |
| ---- | ----------------- | ------ | -------------- | ----- |
| 1    | Jim Redman        | Honda  | 1h 03' 07" 400 | 8     |
| 2    | Phil Read         | Yamaha | + 1'47" 7      | 6     |
| 3    | Derek Woodman     | MZ     | + 2'12" 5      | 4     |
| 4    | František Šťastný | Jawa   | + 1 giro       | 3     |
| 5    | Bruce Beale       | Honda  | + 1 giro       | 2     |
| 6    | Heinz Rosner      | MZ     | + 1 giro       | 1     |

## Classe 125
Furono assenti in questa gara le Honda e le Yamaha ufficiali, oltre che Ernst Degner a cui era ancora vietato il ritorno nella sua nazione di nascita dopo la fuga dalla cortina di ferro.

### Arrivati al traguardo (posizioni a punti)
| Pos. | Pilota           | Moto   | Tempo     | Punti |
| ---- | ---------------- | ------ | --------- | ----- |
| 1    | Frank Perris     | Suzuki | 55' 29" 8 | 8     |
| 2    | Dieter Krumpholz | MZ     | + 1'03" 5 | 6     |
| 3    | Derek Woodman    | MZ     | + 3'14" 1 | 4     |
| 4    | Jochen Leitert   | MZ     | + 3'22" 8 | 3     |
| 5    | Bruce Beale      | Honda  | + 1 giro  | 2     |
| 6    | Jürgen Lenk      | MZ     | + 1 giro  | 1     |